# Bach (Bergisch Gladbach)
Bach war ein Ackergut, Wirtshaus und Ortsteil in Paffrath in der jetzigen Stadt Bergisch Gladbach im Rheinisch-Bergischen Kreis.

## Lage und Beschreibung
Das Bachsgut war ein altes Ackergut in der Nähe der Paffrather Kirche. Später war dort in einem dazugehörigen Gebäude der Gasthof „Zum großen Kurfürsten“ untergebracht. Nach der Neugestaltung des Paffrather Ortskerns ist dort das heute vorhandene Hotel- und Gasthausgebäude entstanden.

## Etymologie
Bach (ma. op de Baach) wurde 1449 erwähnt. Weitere Bezeichnungen waren „uf de Bach“, „auf der Bach“, „Bachgut“, „in der Baich“, „Bachs Gut“. Der namengebende Bach ist der Paffrather Bach, heute Mutzbach genannt. Nach einer alternativen Deutung stammt der Name ab vom „Backhaus“, wo Tonprodukte produziert wurden. Daraus wurde zum „Bachs Hus“, aus dem das „Bachsgut“ entstand.

## Geschichte
Aus Carl Friedrich von Wiebekings Charte des Herzogthums Berg 1789 geht hervor, dass Bach zu dieser Zeit Teil der Honschaft Paffrath im bergischen Amt Porz war.
Unter der französischen Verwaltung zwischen 1806 und 1813 wurde das Amt Porz aufgelöst und Bach wurde politisch der Mairie Gladbach im Kanton Bensberg zugeordnet. 1816 wandelten die Preußen die Mairie zur Bürgermeisterei Gladbach im Kreis Mülheim am Rhein. Mit der Rheinischen Städteordnung wurde Gladbach 1856 Stadt, die dann 1863 den Zusatz Bergisch bekam.
| Jahr | Einwohner | Wohn- gebäude | Kategorie |
| ---- | --------- | ------------- | --------- |
| 1822 | 11        |               | Hofstelle |
| 1830 | 14        |               | Hofstelle |
| 1871 | 3         | 1             | Hofstelle |

In späteren Statistiken ist Bach nicht mehr einzeln aufgeführt. Bach war Teil der politischen und katholischen Gemeinde Paffrath.